# Augustiniánský klášter v Rokycanech
Augustiniánský klášter v Rokycanech (latinsky Monasterium Canonicorum regularium Rokiczanum) je někdejší klášter augustiniánů kanovníků v Rokycanech.

## Dějiny
Nejméně od roku 1110 byly Rokycany v majetku pražské diecéze ve správě plzeňského arciděkanství. 
První pražský arcibiskup Arnošt z Pardubic zde roku 1363 založil klášter řádu augustiniánů kanovníků. Po Kladsku, Jaroměři a Sadské to byl čtvrtý (a poslední) jím založený kanovnický klášter. 

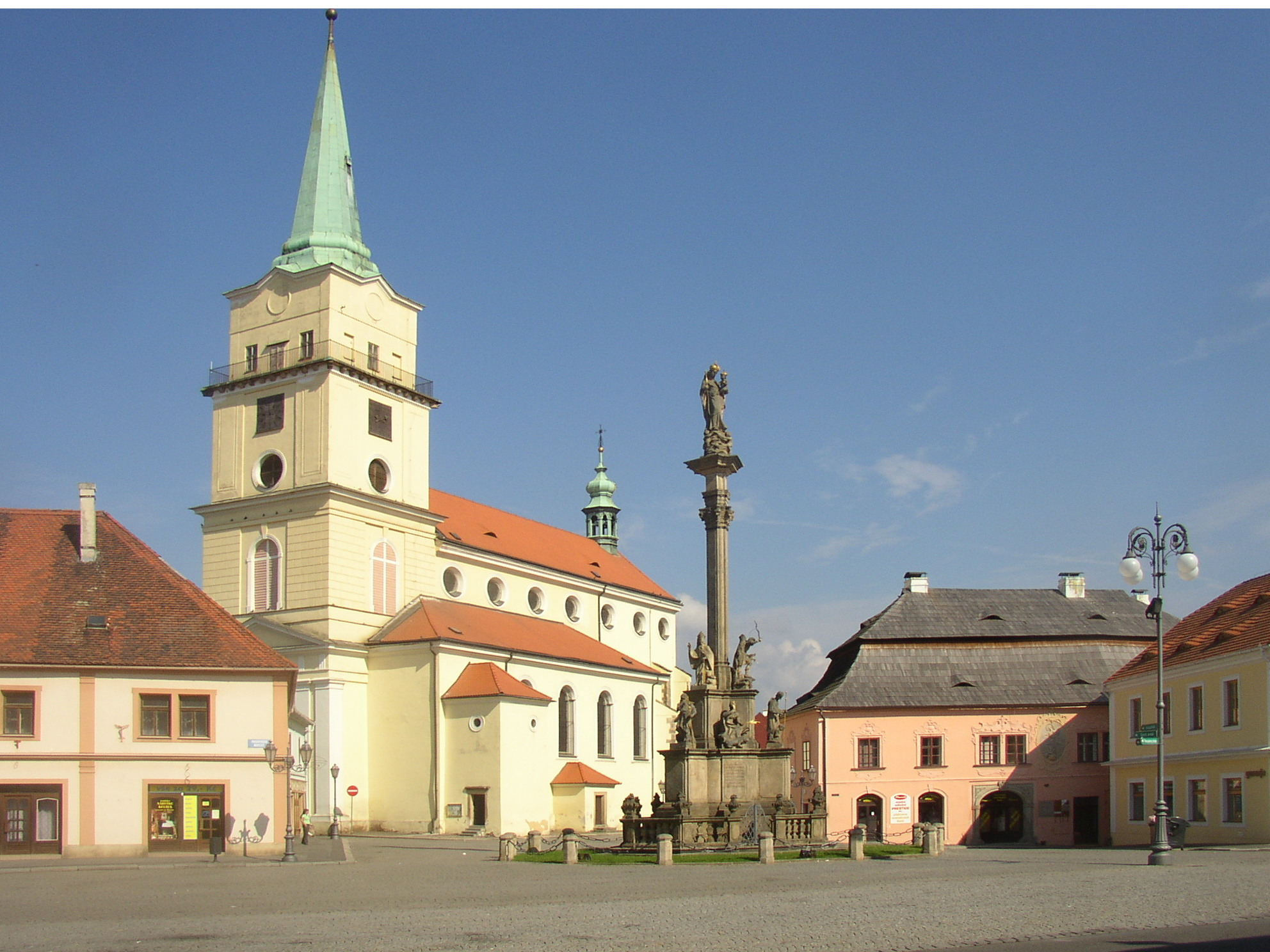
Někdejší konventní kostel Panny Marie Sněžné

Rokycanský farní kostel Panny Marie Sněžné měl být podle schválení papeže Urbana V. z 8. listopadu 1362 přeměněn na klášter pro šest kanovníků. Jeden z nich měl být zvolen proboštem, další měl převzít pastorační péči ve farním kostele. Kanonii zřídil arcibiskup Arnošt listinou z 18. srpna 1363 a současně s tém jí přiznal příjem z farního kostela. Prvním proboštem se stal arcibiskupský pokladník Michael. Dalších pět kanovníků pocházelo z mateřského kláštera v Roudnici nad Labem. Arcibiskup Arnošt však pravděpodobně zemřel ještě před založením konventu.
Jeho nástupce Jan Očko z Vlašimi dal povolení ke koupi čtyř domů a dalších stavebních pozemků, které však byly na různých místech města a předměstích a nebylo možné je souvisle zastavovat. Proto bylo zpočátku postaveno pouze proboštství s provizorními hospodářskými budovami a románský farní kostel byl upraven na pětilodní gotickou baziliku. 
V roce 1406 klášterní budovy vyhořely a následně byly přestavěny za finanční podpory krále Václava IV. Dne 27. března 1414 nadal papež Jan XXII. klášter dalšími privilegii a zároveň potvrdil začlenění kostelíka sv. Petra, k němuž došlo již v roce 1409. Rokycanský kanovník Václav Pašek z Volyně napsal roku 1418 postilu proti husitskému utrakvismu. Konvent se také stavěl proti učení Jana Viklefa.

### Husitské války
Až do husitských válek se klášter vyznačoval čilým duchovním životem. Bratrstva tvořila společenství s kláštery v Roudnici (1368), Třeboni (1376), Sadské (1383), Šternberku (1388) a Praze-Karlově (před rokem 1400). 12. února 1421 bylo město a klášter zničeno husity Jana Žižky. Jeden z kanovníků byl upálen, osud ostatních není znám. Rozsáhlá klášterní knihovna byla z velké části zachována, pravděpodobně proto, že byla ještě před zničením kláštera přivezena do Plzně. Během několika příštích desetiletí došlo k útlumu klášterního života, protože většina obyvatelstva se přiklonila k utrakvistům.
V roce 1445 jmenoval Roudnický probošt Matěj Vrabec (Mathias Sperling, † 1471) svého splubratra Matouše Berana (Matthäus Beran, † 1461) proboštem rokycanského kláštera, v jehož čele stál až do roku 1456.
Teprve na počátku 16. století se klášter vzpamatoval z následků husitské revoluce. Krátké období rozkvětu zažilo za probošta Václava II. V roce 1515 požádal třeboňského opata Štěpána, aby ustanovil ze svého kláštera kanovníka, který by bratry v Rokycanech uvedl do duchovního života a oznámil, že do Třeboně vyšle svého kanovníka, aby poznal tamní řeholní kázeň. Probošt Václav II. je naposledy zmíněn 14. května 1541. 

### Zánik kláštera
Dne 23. října 1546 dal král Ferdinand I. proboštství a veškerý jeho majetek do zástavy městu Rokycan s podmínkou, že v budoucnu bude vydržovat dva katolické kněze, kteří budou vykonávat pastoraci v bývalém kolegiátním kostele. Jelikož zástava nebyla nikdy vykoupena, skončil tím život kláštera. Císař Maxmilián II. navíc roku 1575 prodal proboštství a veškeré příslušenství městu Rokycanům.